# Sobredoxis
Sobredoxis es el tercer álbum de estudio del dúo de reguetón, Jowell & Randy. En un principio, el álbum iba a ser titulado El Momento 2, pero después de una reunión con los sellos discográficos decidieron cambiarlo por el actual. Fue anunciado en 2011, con un lanzamiento previsto para abril de 2012, aunque por razones desconocidas (una de ellas probablemente sea la salida del dúo de WY Records en 2011) la fecha de salida fue postergada más de un año y ese fue el 2013.
El álbum cuenta con las participaciones de Daddy Yankee, Arcángel, De La Ghetto, Farruko, Tony Tun Tun y Divino. Durante la semana del 22 de junio, Sobredoxis llegó al número 1 en la categoría Latin Rhythm Albums de Billboard, aunque en las semanas siguientes fue superado y salió de esta posición.

## Lista de canciones
Sobredoxis cuenta con un total de 13 canciones, producidos por varios productores y con colaboraciones especiales de colegas del género. El 20 de mayo de 2013 fue publicado el álbum en los sitios iTunes y Amazon, sólo disponible para pre-ordenarlo.
La canción Perréame, que originalmente iba a ser el primer sencillo del álbum, fue suprimido, y solo aparece en los álbumes Chosen Few Urbano: Journey y en Los vaqueros: El regreso, este último con Wisin & Yandel. Al igual que la canción Un Poquito Na' Más con Tego Calderón (este tema anunciado para la versión reloaded del álbum).
El dúo había anunciado un tema junto con Wisin & Yandel, cuyo nombre iba a ser Vamos A Abusar. Esta canción nunca fue publicada ni agregada en el álbum, solamente se publicó un adelanto, y curiosamente éste fue lo que terminó siendo Hipnotízame en Líderes de Wisin & Yandel. Probablemente en la primera versión del tema colaboraban Jowell y Randy, pero por razones desconocidas nunca fue publicada (probablemente por la salida del dúo de WY Records).

### Standard Edition
| N.º | Título                                      | Escritor(es)                                                        | Productor(es)                            | Duración |  |
| 1.  | «Sobredoxis»                                | Joel Muñoz / Randy Ortíz                                            | Li'l Wizard                              | 3:52     |  |
| 2.  | «Baílalo a lo loco» (feat. 3BallMTY)        | J. Muñoz / R. Ortíz / Erick Rincón                                  | 3BallMTY, Toy Selectah                   | 3:16     |  |
| 3.  | «Las nenas lindas»                          | J. Muñoz / R. Ortíz / Egbert Rosa                                   | Haze, Marioso                            | 4:10     |  |
| 4.  | «Living in Your World»                      | J. Muñoz / R. Ortíz / Vladimir Félix                                | DJ Blass, Dexter, Mr. Greenz, The Hitmen | 4:29     |  |
| 5.  | «Mucha soltura» (feat. Daddy Yankee)        | J. Muñoz / R. Ortíz / Ramón Ayala                                   | DJ Blass, Musicólogo & Menes             | 3:53     |  |
| 6.  | «Tú eres mala»                              | J. Muñoz / R. Ortíz                                                 | JayC                                     | 4:09     |  |
| 7.  | «Acomódate» (feat. Arcángel y De La Ghetto) | J. Muñoz / R. Ortíz / Giann Arias / Austin Santos / Rafael Castillo | Mr. Greenz, Jaz-Z, DJ Giann              | 4:36     |  |
| 8.  | «Prendan los motores» (feat. Farruko)       | J. Muñoz / R. Ortíz / E. Rosa / Carlos Reyes                        | Haze, Los Harmónicos                     | 3:21     |  |
| 9.  | «Isla del encanto»                          | J. Muñoz / R. Ortíz / V. Felix                                      | DJ Blass, Christian Nieves               | 3:45     |  |
| 10. | «¿Cómo hago?» (feat. Divino)                | J. Muñoz / R. Ortíz / Daniel Velázquez                              | The Hitmen, Mr. Greenz                   | 4:29     |  |
| 11. | «Lo que te gusta» (feat. Tony Tun-Tun)      | J. Muñoz / R. Ortíz / Juan Castro                                   | Mr. Greenz                               | 4:08     |  |
| 12. | «Sobredoxis de amor»                        | Miguel de Jesús / Víctor Delgado                                    | Predikador                               | 3:46     |  |
| 13. | «Ragga Dub»                                 | J. Muñoz / R. Ortíz / G. Arias                                      | DJ Blass, Jaz-Z, DJ Giann, Mr. Greenz    | 4:27     |  |

### Sobredoxis: Reloaded
A principios de 2014, el dúo confirmó a través de sus redes sociales oficiales el lanzamiento de una nueva edición del álbum, titulada Sobredoxis: Reloaded. Esta edición contendrá algunos bonus tracks, incluyendo "Un Poquito Na' Más" (junto con Tego Calderón), suprimido en el lanzamiento original. En junio del mismo año fue publicado el remix oficial del sencillo "Las Nenas Lindas", con Tego Calderón, aunque se desconoce si se incluirá en la lista de temas adicionales de Sobredoxis. A pesar de esto, tal edición nunca salió.

## Vídeos musicales
En diciembre de 2012, Jowell confirmó a través de Twitter que todas las canciones del álbum tendrían video oficial. Se desconoce si lo dicho anteriormente se cumplirá o no, debido a que sólo fueron lanzados dos videos luego de la salida de Sobredoxis. En marzo de 2013, Randy confirmó la filmación del video musical de Mucha Soltura junto con Daddy Yankee, pero este nunca salió.

## Pirateo
Una semana antes del lanzamiento oficial de Sobredoxis, éste fue pirateado en Estados Unidos y lanzado a la venta sin permiso. La noticia se dio a conocer por el grupo de Facebook Reguetón Prestigio, quienes habían adquirido el álbum en una tienda de Nueva York días antes de la salida oficial.

## Posicionamiento en listas
| Listas (2013)                        | Mejor posición |
| ------------------------------------ | -------------- |
| Estados Unidos (Latin Rhythm Albums) | 1              |
| Estados Unidos (Top Latin Albums)    | 10             |